# Jules Grandjean
Pour les articles homonymes, voir Grandjean.
Jules Grandjean, né à Bellefontaine dans le Namurois, le 22 mars 1899 et mort, le 11 février 1945, lors d'un « convoi de la mort » qui l'emmenait de Gross-Rosen à Dora, est un prêtre catholique belge et un résistant de la Seconde Guerre mondiale. Il créa l'une des toutes premières filières d'exfiltration vers la France, la ligne Dragon, qui travailla ensuite avec le Réseau Comète pour ce qui concernait l'évacuation des aviateurs alliés.

## Éléments biographiques
Jules Grandjean est né à Bellefontaine, dans la région de Gedinne, le 22 mars 1899. Son père y est instituteur. Emmené en captivité comme son fils alors âgé de seize ans, lors du premier conflit mondial, il ne s'en remettra jamais totalement et meurt en 1926. Sa maman est impotente, elle perd l'usage de la parole. Jules est le quatrième garçon de la fratrie. Une sœur nait ensuite en 1901, Sophie Marie (Maria),.
Il se destine à la prêtrise, il entre au séminaire et est ordonné en 1926. Il est ensuite professeur à l'Institut Saint-Pierre de Bouillon. Il est ensuite vicaire à Florenville en 1928. La cure de Latour lui est confiée en 1931 et celle de Willerzie en 1936 où il est en poste lorsque la Seconde Guerre mondiale survient,.
Patriote, il s'investit de bonne heure dans la résistance en distribuant La Libre Belgique clandestine ou La Voix des Belges. Il s'engage alors au sein de l'Armée secrète,.

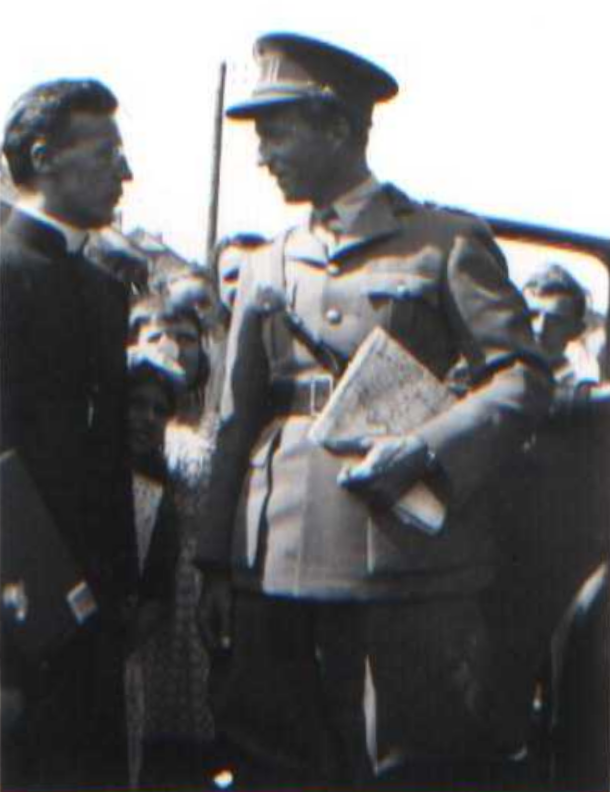
Jules Grandjean et le roi des Belges vers 1940.

Il prend part au réseau de renseignement Ferrand et, étant également curé d'une paroisse française de l'autre coté de la frontière, il fait passer des messages pour la résistance en les dissimulant sous sa soutane. En juillet 1941, il crée la ligne Dragon pour exfiltrer des français évadé de camps de prisonniers de guerre de Willerzie à Vieux Moulins de Thilay en France où Marguerite Fontaine les prend en charge. Bientôt, ce sont des pilotes alliés dont l'avion a été abattu qui se présentent. Jules Grandjean, ayant un accord avec Frédéric De Jongh, les acheminent à Bruxelles où ils sont pris en charge par le Réseau Comète. L'abbé Grandjean put ainsi secourir trois cents échappés des prisons allemandes et des dizaines d'aviateurs alliés,. Il dit à Marguerite Fontaine : « Nous devons secourir ces malheureux par charité chrétienne, et aussi pour nos patries. En les arrachant à l’ennemi, nous formons des cœurs pour la revanche, pour la liberté et la dignité humaine. »
Début mai 1942, Henri Michelli reprend la coordination bruxelloise du Réseau Comète tandis que Frédéric De Jongh quitte Bruxelles où il est grillé pour Paris. Il est contacté par un supposé agent du réseau. Il lui fait confiance et le met en contact avec l'Abbé Grandjean en lui donnant le mot de passe « Léopold ». Michelli est arrêté six jours après sa prise de fonction. Jules Grandjean et sa sœur sont arrêtés, le 15 mai 1942 par la Geheime Feldpolizei de la Luftwaffe. Ils investissent le presbytère et le passent au peigne fin, mais rien. Le dernier aviateur a quitté les lieux deux jours plus tôt. Il est aussitôt transféré à la Prison de Saint-Gilles où il est mis au secret. Il n'est interrogé qu'un mois plus tard, le 12 juin 1942, torturé, il reçoit 50 coups de matraque dans le dos et est frappé au visage à de nombreuses reprises. De retour dans sa cellule, il chante. Il restera à Saint-Gilles pendant 15 mois, d'un moral sans faille, il vient en aide à ses codétenus avec lesquels il communique via les tuyaux de chauffage et avec l'extérieur par de petits billets qu'il parvient à faire sortir,,.
Le 28 août 1943, Jules Grandjean est alors déporté en Allemagne. Il connait les prisons d'Essen, de Münster et de Cassel avant d'aboutir à la prison d'Hameln. Il y est jugé par un Sondergericht et condamné à de nombreuses années de travaux forcés. En avril 1944, il est déporté à Brieg en Pologne puis à Groß Strehlitz en mai 1944. Fin 1944, il est à nouveau déporté et arrive à Gross-Rosen situé au sud de la Pologne,.
Lorsque l'Armée rouge progresse à grands-pas, il est emmené par un « Convoi de la mort » de Gross-Rosen à Dora-Mittelbau située au centre de l'Allemagne, le 6 février 1945. 65 prisonniers, dont Jules Grandjean, sont placés sur un wagon-tombereau découvert à la merci des conditions hivernales, de la neige. Jules Grandjean apporte les derniers sacrements à ses congénères, enjambant les cadavres. Il meurt, épuisé, le 11 février 1945. Seul un tiers du convoi de 2000 prisonniers parviendra à Dora. Sur les 65 prisonniers de son wagon, 48 périrent lors de ce transport,.

## Reconnaissances
- Chevalier de la Légion d'honneur ;
- Chevalier de l'Ordre de Léopold avec palme ;
- Médaille de la résistance armée 1940-1945 ;
- Croix de guerre 1940-1945 avec palme ;
- Médaille de la Liberté ;
- King's Commendation for Bravery (en).
- Adjudant ARA
- Septembre 1994, inauguration à Willerzie de la Place Abbé Jules Grandjean[5].